# Crossopriza tiwi
Crossopriza tiwi (лат.) — вид пауков-сенокосцев рода Crossopriza (Smeringopinae, Pholcidae). Распространён в Омане. Назван по месту обнаружения (Wadi Tiwi, провинция Ash  Sharqiyah  South;  22.801° N, 59.240° E; на высоте 60 м).

## Описание
Мелкие пауки-сенокосцы, длина тела около 4 мм, ширина карапакса 1,7 мм, длина ног до 5 см. Карапакс охристо-жёлтый, спереди в срединной ямке светло-коричневый; стернум тёмно-коричневый с чёрными радиальными метками; ноги охристо-жёлтые, без тёмных колец, с чёрными линиями на бёдрах и (несколько) на голенях; брюшко бледно-серое, с несколькими тёмными метками дорсально и сзади над паутинным и бородавками; вентрально с отчётливым чёрным рисунком, с тремя параллельными продольными метками за гонопором.
Биология не исследована. Этот вид часто был очень многочисленным, как в деревнях (в заброшенных зданиях и на них; в довольно открытых паутинах у основания бананов и других растений), так и в естественной среде (под камнями, в небольших полостях). В пещере Мукал он был обнаружен только снаружи пещеры, в то время как сама пещера была занята видом C. moqal.  Между Суром и Аль-Камилем этот вид в изобилии встречался в пальмовом саду, окружённом большими скалами; в то время как крупные экземпляры были в основном ограничены скалами, более мелкие экземпляры также встречались на пальмах, даже среди листьев молодых пальм, по крайней мере, на высоте до 1,5 м над землей.

## Систематика
Вид был впервые описан в 2022 году в ходе исследования разнообразия пауков Центральной Азии, проведённого немецким арахнологом Бернхардом Хубером (Bernhard Huber, Alexander Koenig Research Museum of Zoology, Бонн, Германия). Отличается от близких видов деталями деталями пальп самца (вершина прокурсуса с коротким вентральным склеритом и широким дорсальным мембранозным элементом; дистальный бульбальный склерит с отчётливым набором пролатеральных зубцов и гребней); от сходного C. sahtan также по хелицерам самцов (дистальные апофизы шире друг от друга относительно ширины хелицер; проксимальные фронтальные отростки гораздо менее отчетливые) и по форме эпигинума (более длинный, передне равномерно изогнутый).